# Disterigma fortunense
Disterigma fortunense är en ljungväxtart som beskrevs av R.L. Wilbur. Disterigma fortunense ingår i släktet Disterigma och familjen ljungväxter. Inga underarter finns listade i Catalogue of Life.